# Петриченко Геннадій Васильович
Генн́адій Васи́льович Петриче́нко «Ге Орій» (23 липня 1946, м. Корсунь-Шевченківський, Черкаської обл.) — український письменник (прозаїк), член Національної спілки письменників України з 2006 року.

## Життєпис
Середню освіту, у зв'язку частими переїздами родини, здобував у різних школах країни. 1964 році вступив до Київського культосвітнього училища, яке не закінчив у зв'язку з призовом до армії. З 1970 по 1972 рік курси радіотелемеханіків в Київському Міжобласному Навчальновиробничому комбінаті. З 1987 по 1991 Київський технікум залізничного транспорту.

## Трудова діяльність
Після служби в армії з 1968 по 1970 працював літпрацівником районної газети в м. Обухів Київської обл. У зв'язку з відхиленням творчості від лінії Комуністичної партії СРСР, редакцію змушений був залишити. Після завершення навчання в навчальних закладах працював: радіотелемеханіком, завідувачем клубу, художнім керівником будинку культури. З 1987 року до виходу на пенсію — електромеханіком на тягових підстанціях Укрзалізниці.

## Творчість

### Збірки оповідань
- «Перехрестя долі» (2004),
- «Привіт з Обітованої», «На грані»(2005),
- «Татку» (2007),
- «Дотик» (2016).

### Повісті
- «Матильда» (2012).
- «Старий» (2018).

### Романи
- «Подорож ловеласа»(2014),
- «Терпкий смак раю» (2017),
- «Спалах» (2018).